# Edifici a la plaça Major, 6 (Guissona)
Edifici a la plaça Major, 6 és una obra de Guissona (Segarra) protegida com a Bé Cultural d'Interès Local.

## Descripció
Edifici de pedra arrebossat amb quatre plantes. A la planta baixa presenta dos arcs escarsers sustentats per pilars quadrangulars, seguint el model de la resta de galeries de la porxada de la plaça. En el primer pis trobem dos portes balconeres amb un balcó corregut de forja. El segon pis repeteix el model del primer però amb dos balcons. El tercer pis presenta tres petites obertures quadrangulars.
(Text procedent del POUM)